# Леордіна
Леордіна (рум. Leordina) — комуна у повіті Марамуреш в Румунії. До складу комуни входить єдине село Леордіна.
Комуна розташована на відстані 399 км на північ від Бухареста, 51 км на схід від Бая-Маре, 122 км на північний схід від Клуж-Напоки.

## Населення
За даними перепису населення 2002 року у комуні проживали 2593 особи.
Національний склад населення комуни:
| Національність | Кількість осіб | Відсоток |
| -------------- | -------------- | -------- |
| румуни         | 2584           | 99,7%    |
| українці       | 7              | 0,3%     |
| угорці         | 1              | < 0,1%   |
| турки          | 1              | < 0,1%   |

Рідною мовою назвали:
| Мова       | Кількість осіб | Відсоток |
| ---------- | -------------- | -------- |
| румунська  | 2586           | 99,7%    |
| українська | 6              | 0,2%     |
| турецька   | 1              | < 0,1%   |

Склад населення комуни за віросповіданням:
| Релігія        | Кількість осіб | Відсоток |
| -------------- | -------------- | -------- |
| православні    | 2250           | 86,8%    |
| адвентисти     | 295            | 11,4%    |
| п'ятдесятники  | 39             | 1,5%     |
| римо-католики  | 5              | 0,2%     |
| греко-католики | 3              | 0,1%     |
| мусульмани     | 1              | < 0,1%   |

## Зовнішні посилання
- Дані про комуну Леордіна на сайті Ghidul Primăriilor [Архівовано 15 березня 2013 у Wayback Machine.]